# Frewsburg
Frewsburg est une census-designated place du comté de Chautauqua, dans l'État de New York, aux États-Unis,. En 2020, elle compte une population de 1 843 habitants.

## Dans la fiction
- Le roman Ce mal étrange de Patricia Highsmith, se déroule partiellement à Frewsburg .